# И друг мой грузовик
…и Друг Мой Грузови́к — музичний колектив з України, що вирізняється своїм мінімалістичним складом, який містить в собі лише ритм-секцію (ударні та бас) та своєрідний вокал.

## Історія
Гурт виник 1997 року для одного виступу на місцевому рок-фестивалі. Виступ колективу викликав фурор і Антон Сліпаков (вокал), Ростислав Чабан (бас-гітара) і Володимир Бусель (ударні) вирішили продовжити спільну творчість. Перший демозапис гурту було зроблено в 1998. Перший відеокліп «Колеса» з'явився у ротації російських та українських музичних каналів у 1999. 2000 року гурт випустив однойменний альбом і взяв участь у програмі «Антропология». Кліпи на пісні «Урок» та «Otto Sander» вийшли в 2001 та 2002 роках. Потім з'явився незалежний від лейблів альбом «Воланчик». Для каналу Enter вийшов концерт «Ты и друг мой грузовик».

### … И Друг Мой Грузовик
2003 року з ансамблю пішов барабанщик Володимир Бусель, забравши з собою перше слово в назві. За барабани сів Володимир Нестриженко. В оновленому складі команда зіграла на каналі М1 у програмі «tvій формат». Навесні 2004 в команді з'явився новий барабанщик Юрій Жигарєв. Потім спільно з гуртом «Дети Picasso» у світ вийшов синґл, а також було випущено альбом «Еще маленький». 2007 року гурт записав свій найсуперечливіший альбом «Ищу друга». Річ у тім, що музиканти відійшли від своєї концепції звучання, залучили сесійних музикантів для запису альбому. Хоча звучання кардинально не змінилося, і основним інструментом все ще залишався бас, проте сам факт присутності електро-гітар змусив замислитися. Тур на підтримку нової платівки колектив провів у класичному складі. Буквально за тиждень до нового 2008 року гурт виступив у програмі «День Артиста», де оголосив про свій розпад.
2008 року вийшов спліт-синґл «Мелех», заснований на матеріалах спонтанного студійного запису з ізраїльським авангардним гуртом «Крузенштерн и Пароход» в кінці туру «… иДМГ» Ізраїлем 2006 року.

### НеГрузовики
Під час підготовки текстів до «Ищу друга» фронтмен гурту зрозумів, що весь його матеріал значно подорослішав і вже не вміщається в той вузький формат. Оскільки матеріалу було досить багато, найбільш «форматні» тексти було покладено на музику й вони ввійшли до альбому «Грузовиків». Згодом Сліпаков почав пошуки музикантів, які могли б грати в його новому гурті, але безуспішно. Тим часом Чабан все більше став займатися грою на гітарі та клавішних. Удвох музиканти взялися за запис нового альбому. Навесні ансамбль «НеГрузовики» у складі Сліпакова, Чабана, та Дениса Швеця оголосив триб'ют-тур. У турі колектив грав старі пісні. Нова платівка шокувала шанувальників гурту кардинальною відмінністю від інших записів. Це дорослий, електронний, часом досить депресивний альбом, який має назву «Не улыбаются».

### Після «НеГрузовиков»
Під час зведення альбому гурт активно гастролював. На репетиційній базі було записано пісню «Радиостанции», за словами гурту — абсолютно своїми силами. Незважаючи на провокаційний текст, деякі FM-станції поставили цю пісню в ротацію.

## Концерти, Фестивалі, Живі виступи
За всю свою історію «…иДМГ» відіграли величезну кількість концертів, виступили на багатьох фестивалях та зіграли в ефірі багатьох каналів. Варто відзначити виступ на Сіґеті в 2008. Також варто сказати, що з тура в тур гурт майже не змінює клуби, в яких виступає.

## Інше
- «иДМГ» взяли участь у записі платівки «Хор монгольських міліціонерів» на слова Сергія Жадана.
- Гурт «Lюk» присвятив Сліпакову пісню «Антон». До того ж альбому увійшла пісня «Митхун Чакраборти», в якій чоловічу партію виконав саме Сліпаков.

## Учасники
Теперішні
- Антон Сліпаков — тексти, вокал (з 1997 понині)
- Ростислав Чабан — мультиінструменталіст (з 1997 понині)
- Денис Швець — ударні (з 2007 понині)
- Олег Ткач — звукорежисер (2008 — наші дні)
- Олена Бєлєнтьєва — директор (1997 — наші дні)

Колишні
- Володимир Бусель — ударні (1997—2003)
- Володимир Нестриженко — ударні (2003—2004)
- Юрій Жигарєв — ударні (2004—2007)

## Дискографія

### Альбоми
- Я и друг мой грузовик (2001)
- Воланчик (2002)
- Еще маленький (2005)
- Ищу друга (2007)
- Не улыбаются (2008)
- Живот (2010)
- Стилизация послевкусия (2011)
- Годы геологов (2012)

### Спліт-синґли
- Живопись (разом із Дети Picasso) (2005)
- Мелех (разом із Крузенштерн И Пароход) (2008)

## Відеографія
| Рік  | Назва                       |
| ---- | --------------------------- |
| 1999 | «Колеса»                    |
| 2001 | «Урок»                      |
| 2002 | «Otto Sander»               |
| 2003 | «Мотогонки»                 |
| 2005 | «Ганда»                     |
| 2009 | «Черный Ящик»               |
| 2009 | «Архитектура»               |
| 2010 | «Радиостанции»              |
| 2010 | «Прививка» (Live)           |
| 2010 | «Папа играет на бас-гитаре» |
| 2011 | «Стилизация послевкусия»    |
| 2011 | «Удобен»                    |
| 2012 | «Геологи в Спиваках»        |